# 그라임

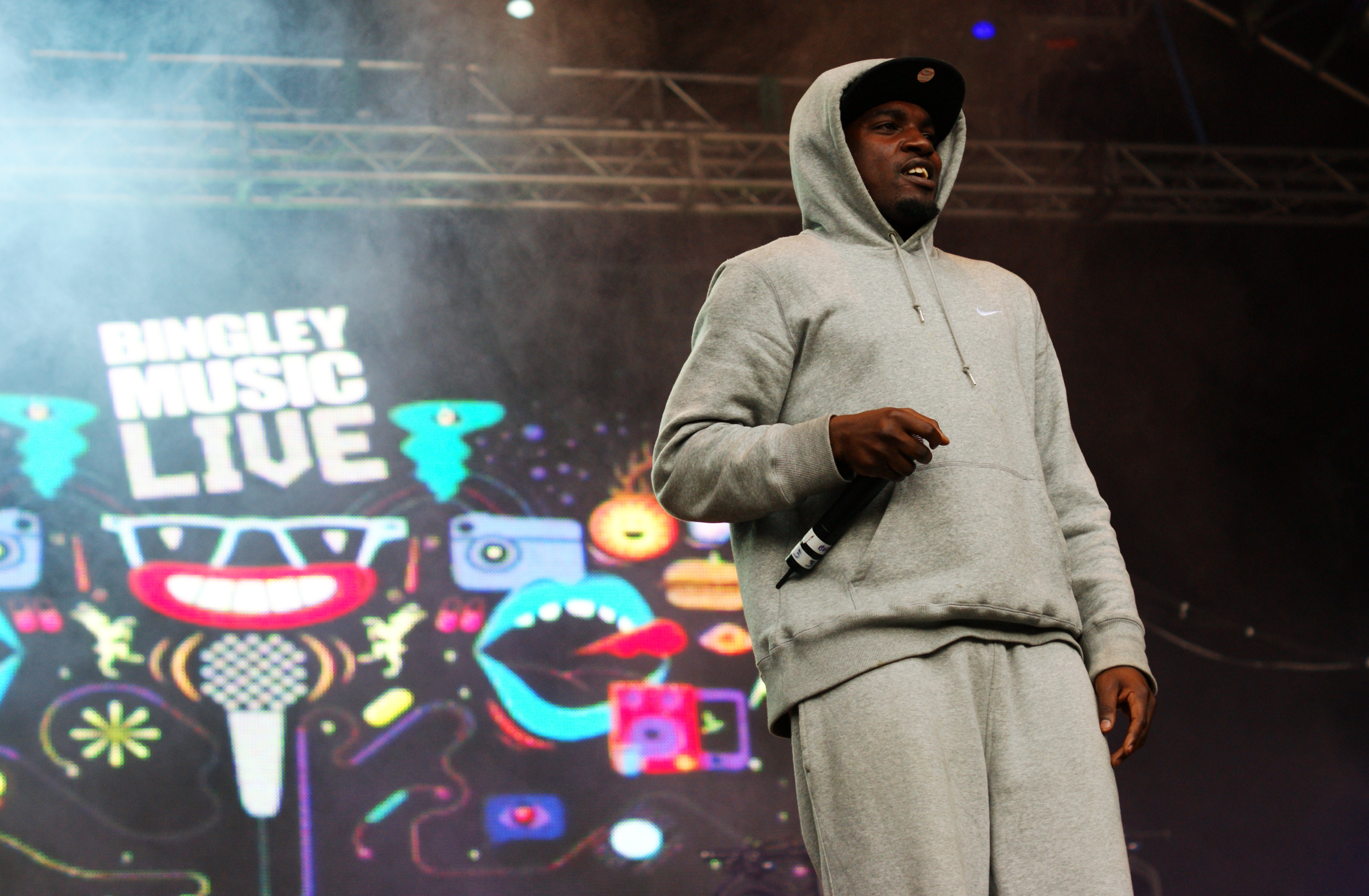

그라임(Grime)은 UK 개러지 등 하우스계 클럽 음악에 랩과 레게의 요소를 더한 음악 장르의 총칭이다. 2000년대에 영국에서 태어난 젊은이들 사이에서 인기가 되었다.
덥스텝과 결합해 그라임스텝이라는 장르도 생겨났다.

## 들어보기
STORMZY - KNOW ME FROM - 유튜브

행주, 양홍원(Young B), Hash Swan, 킬라그램 (Killagramz) - 요즘 것들 (Feat. ZICO, DEAN) - 유튜브